# Bror Jonzon
Bror Alvar Samuel Jonzon, född 20 oktober 1886 i Bollnäs, Gävleborgs län, död 11 mars 1960 i Sankt Görans församling, Stockholm, var en svensk rektor, undervisningsråd med mera. 
Han var son till B.G. Jonzon, bror till Bengt Jonzon och far till Sven-Gösta Jonzon.
Jonzon blev filosofie kandidat vid Uppsala universitet 1909, filosofie licentiat 1923 och filosofie doktor 1930. Han var lärare vid Uppsala enskilda läroverk och privatgymnasium 1909–1919, rektor där 1920–1932, e.o. lärare vid Uppsala högre allmänna läroverk 1913–1916, adjunkt där 1916–1932, undervisningsråd och ledamot av Skolöverstyrelsen 1932–1935 och förste folkskoleinspektör i Stockholm 1935–1948.
Jonzon var ordförande i Uppsala studentkår 1912–1913 och i Allmänna Sången 1929–1933, andre ordförande i Nordiska museets nämnd från 1952 (ledamot 1935), ledamot av styrelsen för Dramatiska teatern och för Stockholms Konsertförening från 1950. Han var inspektor vid Sigtunaskolan från 1938, vid Nya elementarskolan i Stockholm 1939–1950, vid Brännkyrka samrealskola från 1948. Han var ledamot av direktionen över Gymnastiska Centralinstitutet 1939–1941, ordförande i styrelsen för Sveriges Körförbund från 1935 och i styrelsen för förbundet Intim musik från 1950. Han var ledamot av 1940 års skolutredning och censor vid studentexamen från 1949. Han invaldes som ledamot nr 627 av Kungliga Musikaliska Akademien den 29 februari 1940, var dess vice preses 1944–1950 och preses 1951–1960. 
Jonzon skrev bland annat matematiska artiklar och tidningsartiklar i skolfrågor. Han utgav Allmänna läroverk, högre kommunala skolor och privatläroverk (ingår i Svensk lagsamling, 1952). Han är begravd på Galärvarvskyrkogården i Stockholm.